# Eucharissa erugata
Eucharissa erugata är en stekelart som beskrevs av John M. Heraty 2002. Eucharissa erugata ingår i släktet Eucharissa och familjen Eucharitidae. Inga underarter finns listade i Catalogue of Life. Artens urtbredning är Sydafrika.